# Вакар, Владимир Викторович
Владимир Викторович Вакар (1878—1926) — известный революционный и общественный деятель, большевик, присяжный поверенный, литератор, писатель, был связным В. И. Ленина, перевозил газету «Искра» из Женевы в Киев.
С 1899 года член Киевского комитета РСДРП. Являлся одним из основателей самостоятельной Киевской большевистской группы.
Партийный псевдоним «Антон», литературный «В. Правдин». Являлся одной из главных литературных сил комитета, был автором многих нелегальных листовок, корреспондентом газет «Искра», «Киевское слово», «Друг Народа».
Был юрисконсультом Киевского благотворительного общества.

## Биография
Родился в 1878 году в городе Тамбове в семье почётного мирового судьи, действительного статского советника Виктора Модестовича Вакара. По матери был двоюродным братом Анны Ахматовой.
После окончания 1-й Киевской гимназии и юридического факультета Киевского университета служил в Киевском судебном ведомстве присяжным поверенным.
Ещё во время обучения в гимназии, Вакар вместе со своим товарищем по гимназии Анатолием Луначарским и своим братом Анатолием Вакаром входили в марксистский кружок, принадлежавший к сети Киевских ученических марксистских кружков.
Учась в университете являлся одним из руководителей и принимал деятельное участие в студенческом движении. В 1899 году за активную деятельность в студенческом движении был подвергнут аресту. В этом же году был принят в члены РСДРП. В 1902 году вошёл в состав Киевского комитета РСДРП, работал совместно с Александром Шлихтером, И. Г. Исувом, С. Р. Френкелем.
Вакар являлся основной литературной силой Киевского комитета РСДРП, был автором многих нелегальных листовок, корреспондентом и автором статей таких газет как «Искра», «Киевское слово», «Друг Народа». Участвовал в проведении июльской стачки 1903 года в Киеве, после которой командирован комитетом за границу в Женеву, для доклада о прошедших событиях редакции «Искры» и составления на основании вывезенных им материалов брошюры о стачке, которая и была затем напечатана в Женеве. Являлся связным Владимира Ленина, и Киевского комитета РСДРП.
Как правило все материалы были глубоко конспирированы и у каждого был свой пароль и шифр:
" Владимир Вакар в 1904 году перекрывал свою корреспонденцию по фразе «Лев Николаевич Толстой». Надо полагать, что этот ключ брал своё начало ещё с искровских времен, когда Вакар писал из Киева корреспонденции о великом русском писателе. Интересно, что зачастую шифр использовался в подполье как пароль. Так, давая Южному бюро ЦК РСДРП явку в Киев, Надежда Крупская писала: «Вот явка туда: Киев… Владимир Викторович Вакар. Пароль: „От Льва Николаевича“»"
После раскола РСДРП на большевиков и меньшевиков, Вакар вместе с Шлихтером, примкнул к большевикам, составляя в Киевском комитете РСДРП, большевистское меньшинство. В конце 1904 года Вакар был вынужден выйти из комитета, ставшего целиком меньшевистским. После этого Вакар стал одним из основателей самостоятельной Киевской большевистской группы, активно участвовавшей в революционных событиях 1905 года.
В 1906 году за напечатанную в «Киевском слове» статью был присужден Киевской судебной палатой к 1 году наказания. По освобождении отошёл от работы в партии, принимая только участие в профсоюзных организациях в качестве юрисконсульта и выступая как защитник в политических процессах. В 1907 году становится редактором еженедельника «Друг Народа». Являлся юрисконсультом Киевского благотворительного общества.
После революции 1917 года стоял во главе комиссии по защите прав при профсоюзе рабочих сахарной промышленности. С 1922 года работал юрисконсультом при райкоме ВКПб Водников в Киеве, вел культурно-пропагандистскую работу, оставаясь беспартийным.
Умер в Киеве в ночь на 21 июня 1926 года. Похоронен на Байковом кладбище.

## Труды
- Вакар В. В." Революционные дни в Киеве (История Киевской стачки) С прил. статьи В. И. Засулич (из N 53 « Искры») «О чем говорят нам Июльские дни?»;
- Вакар В. В. (В. Правдин). Накануне 1905 г. в Киеве: (Июльская стачка 1903 г.)/Истпарт. Отд. Киев, окрпарткома КЩ(б)У по изуч. истории Окт. революции и КП(б). — Харьков; Киев: Книгоспілка, 1925. — 156 с., ил. Др. публ. — Женева, 1903 (под загл.: Революционные дни в Киеве);
- Вакар В. В."Киевлянин" 1906, № 332 (Отложенные дела), № 345 (Литературно-политическое дело);
- «Киевская Мысль» 1907, № 120 (Хроника: Дело В. Вакара);
- «Летопись Революции» 1924, IV (9), 66—94 (В. Правдин (Вакар), Июльская стачка солидарности 1903 г. в Киеве) (вошло в указ. выше книгу автора). Там же, 1925, II (11), 91—111 (Его же, Эпоха «неслыханной смуты» на Киевщине. Наброски);
- «Правда» 1926, № 141 (В. Вакар);
- «Пролетарская Правда» 1926, № 141 (Шингарьов и Манилов, Пам’ятіВ. В. Вакара). Там же (Тов. О. Г. Шліхтер пам’яті В. В. Вакара);
- «Летопись Революции» 1928, V (32), 82—90 (В. Вакар, Киевск. с.-д. орг-ция в 1902—04 г.г.);
- «Искра» IV, 70—78, VII, 182—183 (статьи Вакара);
- И. Мошинский, В.Вакар «На путях к первому съезду РСДРП»;
- «Всеобщая стачка 1903 г. на Украине», 35, 36;
- «Ленинский Сборник» VII и Х (Ук.) (Из эпохи раскола РСДРП 1903—04 г.г.). Там же, VIII, Ук. и 170(Из эпохи «Искры» и «Зари». Переписка В. И. Ленина с агентами «Искры», членами русск. орг-ции «Искры» и членами ОК. Окт. 1900 г. — май 1903 г.);
- «Рабочее Дело» II—III, 1899, 2-й отд., 99 (Хроника революционной борьбы);
- «Революционная Россия» № 73, 1903, 16 (Из процессов боевых дружин П. С.-Р. Процесс Сидорчука. Речь пом. прис. пов. Вакара);
- «Право» 1905, № 35, 2906, № 36, 2978 (Хроника);
- «Был.» XXVII—XXVIII, 1924 (1925), 136 (К. Василенко, Четверть века назад. Странички воспоминаний). Там же, 1929, I (34), 78, 92, 95, 97, 98, 100 (С. Кокошко, Київський комітет РСДРП в період II з’їзду партії). — Там же, 1930, VI (45), 87, 88, 90—91, 93—96 (Его же, Більшовики у Київі напередодні революції 1903 р.).

## Семья
- Был женат на Марии Антоновне Семёновой

Дети:
- Игорь (1906—1977) — кинопродюсер, директор таких фильмов как: Ленин в Октябре (1937), Александр Невский (1938), Иван Грозный. Сказ второй: Боярский заговор (1945), Весна (1947), Встреча на Эльбе (1949), Секретная миссия (1950), Горе от ума (1952), Убийство на улице Данте (1956), Летят журавли (1957), Ветер (1958).

Брат:
- Анатолий (1876—1917) — член Киевского хирургического общества, военный врач, участник Русско-японской и Первой мировой войн. В первой половине 1890-х годов был участником ученического марксистского кружка в 1-й Киевской гимназии, позднее был видным участником студенческого движения. По окончании в 1902 году медицинского факультета состоял младшим врачом крепостного пехотного полка крепости Осовец, затем 175-го пехотного полка, стоявшего в Умани, Киевской губернии. Покончил жизнь самоубийством.